# Извоз (Волховский район)
Изво́з — деревня в Староладожском сельском поселении Волховского района Ленинградской области.

## История
Впервые упоминается в Писцовой книге Водской пятины 1500 года как деревня Извоз в Ильинском погосте на Волхове Ладожского уезда.
Деревня Извоз обозначена на карте Санкт-Петербургской губернии Ф. Ф. Шуберта 1834 года.

ИЗВОЗ — деревня принадлежит Казённому ведомству, число жителей по ревизии: 20 м. п., 25 ж. п. (1838 год)

Деревня Извоз отмечена на карте профессора С. С. Куторги 1852 года.

ИЗВОЗ — деревня Ведомства государственного имущества, по просёлочной дороге, число дворов — 7, число душ — 25 м. п. (1856 год)

ИЗВОЗ — деревня казённая при реке Волхове, число дворов — 9, число жителей: 34 м. п., 36 ж. п. (1862 год)

Согласно епархиальным сведениям 1899 года деревня относилась к приходу Ильинской церкви Ильинского погоста (на территории современного микрорайона Плеханово города Волхова).
В конце XIX века деревня административно относилась к Михайловской волости 1-го стана Новоладожского уезда Санкт-Петербургской губернии, в начале XX века — 2-го стана.
По данным «Памятной книжки Санкт-Петербургской губернии» за 1905 год деревня Извоз входила в Ильинское сельское общество.
С 1917 по 1919 год деревня входила в состав Ильинского сельсовета Михайловской волости Новоладожского уезда.
С 1919 года в составе Октябрьской волости Волховского уезда.
С 1924 года в составе Староладожского сельсовета.
Согласно данным переписи населения СССР 1926 года в деревне Извоз  проживали 159 человек — все русские.
С 1927 года в составе Волховского района.
С 1928 года в составе Плехановского сельсовета.
По данным 1933 года деревня Извоз входила в состав Плехановского сельсовета Волховского района.
В 1939 году население деревни составляло 161 человек.

Деревня Извоз на карте 1940 года

Согласно карте РККА 1940 года деревня насчитывала 34 двора.
С 1950 года вновь в составе Староладожского сельсовета.
В 1958 году население деревни составляло 714 человек.
По данным 1966, 1973 и 1990 годов деревня Извоз также входила в состав Староладожского сельсовета.
В 1997 году в деревне Извоз Староладожской волости проживали 19 человек, в 2002 году — 23 человека (русские — 96 %).
В 2007 году в деревне Извоз Староладожского СП — 12 человек.

## География
Деревня находится в северо-западной части района на автодороге 41А-006 (Зуево — Новая Ладога), к югу от центра поселения, села Старая Ладога, на левом берегу реки Волхов.
Расстояние до административного центра поселения — 2 км.
Расстояние до ближайшей железнодорожной станции Волховстрой I — 9 км.
Ближайший населённый пункт — деревня Княщина.

## Демография
| 1862 | 2007 | 2010 | 2017 |
| ---- | ---- | ---- | ---- |
| 70   | ↘12  | ↗25  | ↘14  |

### Национальный состав
Согласно данным Всероссийской переписи населения 2021 года в деревне проживали 24 человека, все русские.